# Beznovci
Beznovci – wieś w Słowenii, w gminie Puconci. W 2018 roku liczyła 157 mieszkańców.